# Кангаку
Кангаку (漢学, かんがく, Kyūjitai : 漢學) було досучасним японським дослідженням Китаю. Був відповідником кокугаку та Йогаку або Рангаку. Вчені кангаку називаються кангакуша (漢学者).

## Кангаку та китаєзнавство
У сучасній Японії синологія (Чугокугаку, 中国学 або раніше Сінагаку, 支那學) належить до західних і сучасних китайських досліджень, тоді як кангаку — до традиційних або досучасних досліджень.
Китайський термін для синології 漢學 і японський кангаку представлені тими самими китайськими ієрогліфами, але в Японії розрізняють кангаку та синологію.

## Дивись також
- Китаєзнавство
- Джугаку
- Кокуґаку
- Йогаку (Ранґаку)

## Зовнішні посилання
- Кангаку (Китаєзнавство) - Корпус японської Вікі